# 구아닌
구아닌(영어: guanine), G)은 핵산인 DNA와 RNA에서 발견되는 5가지 주요 핵염기들 중 하나이며, 나머지는 아데닌(A), 사이토신(C), 티민(T), 유라실(U)이다. DNA에서 구아닌은 사이토신과 염기쌍을 형성한다. 구아닌 뉴클레오사이드는 구아노신이라고 불린다.
구아닌은 퓨린의 유도체로 단일 결합 사이사이에 이중 결합을 갖는 피리미딘-이미다졸 고리가 융합된 체계로 구성되며, 화학식은 C5H5N5O이다. 불포화되어 있기 때문에 두 개의 고리 분자는 평명 구조이다.

## 특성
구아닌은 아데닌, 사이토신과 함께 DNA와 RNA에 모두 존재하는 반면, 티민은 보통 DNA에서만 볼 수 있고, 유라실은 RNA에서만 볼 수 있다. 구아닌은 2가지 호변 이성질체를 갖고 있는데, 주로 관찰되는 것은 케토형이고, 엔올형은 드물게 관찰된다.
구아닌은 사이토신과 3개의 수소 결합을 형성한다. 사이토신에서 아미노기는 수소 결합 공여체로 작용하고, 2번 탄소(C-2)의 카보닐기와 3번 질소(N-3)의 아민은 수소 결합 수용체로 작용한다. 구아닌에서 6번 탄소(C-6)의 카보닐기는 수소 결합 수용체로 작용하고, 1번 질소(N-1)의 작용기와 2번 탄소(C-2)의 아미노기는 수소 결합 공여체로 작용한다.
구아닌은 강산과 반응하여 글리신, 암모니아, 이산화 탄소, 일산화 탄소로 가수분해될 수 있다. 먼저, 구아닌은 탈아미노화되어 잔틴이 된다. 구아닌은 DNA의 또 다른 퓨린 계열 염기인 아데닌보다 더 쉽게 산화된다. 350 °C의 높은 녹는점은 구아닌 결정 분자 내의 카보닐기와 아미노기 사이에 분자 간 수소 결합을 반영한다. 이러한 분자 간의 결합 때문에 구아닌은 물에는 비교적 용해되지 않지만, 묽은 산과 염기에서는 용해된다.

## 역사
1844년에 독일의 화학자 율리우스 보도 웅거(Julius Bodo Unger, 1819년~1885년)는 최초로 구아닌을 분리하였다. 웅거는 비료의 공급원으로 사용되는 구아노라고 알려진 바다새의 배설물로부터 형성된 퇴적물에서 구아닌을 분리하였다. 구아닌이란 이름은 1846년에 명명되었다. 1822년과 1906년 사이에 피셔는 구아닌의 구조를 밝혀내었고, 또한 요산이 구아닌으로 변환될 수 있다는 것을 보여주었다.

## 합성
사이안화 암모늄(NH4CN)의 중합에 의해 구아닌의 생성량을 추적할 수 있다. 레비(Levy) 등이 실시한 두 가지 실험에서 80 °C에서 24시간 동안 10 mol·L−1 NH4CN을 가열하면 0.0007%의 수율을 나타냈지만, −20 °C에서 동결된 0.1 mol·L−1 NH4CN을 사용하면 0.0035%의 수율을 나타냈다. 이러한 결과는 구아닌이 원시 지구의 얼어붙은 지역에서 생성될 수 있음을 나타낸다. 1984년에 유아사(Yuasa)는 NH3, CH4, C2H6 및 50 mL의 물의 전기 방전 후 구아닌의 수율이 0.00017%였고, 이어서 산 가수분해가 일어났음을 보고하였다. 그러나 구아닌의 존재가 단순히 반응의 결과적인 오염 물질 인지의 여부는 알려지지 않았다.
10NH3 + 2CH4 + 4C2H6 + 2H2O → 2C5H8N5O (구아닌) + 25H2
피셔-트로슈법(Fischer–Tropsch process)은 또한 아데닌, 유라실, 티민과 함께 구아닌을 형성하는데에도 사용할 수 있다. CO, H2, NH3의 가스 혼합물을 700 °C에서 15분~24분 동안 가열한 후 급랭시켜서 알루미나 촉매로 100 °C ~ 200 °C에서 16시간~44시간 동안 재가열했을 때 구아닌과 유라실이 생성되었다.
10CO + H2 + 10NH3 → 2C5H8N5O (구아닌) + 8H2O
90% N2 와 10% CO–H2O 가스 혼합물의 고온 플라즈마를 냉각시킴으로써 가능한 또 다른 비생물적 합성 경로가 연구되었다.
트라우베 합성(Traube's synthesis)은 2,4,5-트라이아미노-1,6-다이하이드로-6-옥시피리미딘(황산염으로서)을 몇 시간 동안 포름산으로 가열하는 것을 포함한다. 

## 기타 생성 및 생물학적 이용
구아닌이라는 단어는 스페인어의 외래 단어인 "구아노(guano, 새, 박쥐의 배설물)"에서 유래한 것으로, 단어 자체는 케츄아어의 "wanu"에서 나온 것으로 "배설물"을 의미한다. 옥스퍼드 영어사전에 따르면, 구아닌은 "구아노에서 풍부하게 얻을 수 있는 흰색의 무정형 물질로 조류의 배설물을 구성하는 물질이다" 라고 언급된다.
1656년 자퀸(Jaquin)은 파리에서 어류인 Alburnus alburnus의 비늘에서 결정성 구아닌인 소위 "진주정(pearl essence)"을 추출했다. 화장품 산업에서 결정질 구아닌은 진주 무지개 빛 효과를 내는 다양한 제품들(예: 샴푸)에 첨가제로 사용된다. 구아닌은 또한 금속 페인트, 모조 진주, 플라스틱에서도 사용된다. 구아닌은 아이섀도우와 손톱 매니큐어에 반짝이는 광택을 제공한다. 섬휘파람새에서 나온 배설물, 즉 구아노를 이용한 안면 화장(게이샤 화장)은 일본 등지에서 사용되어 왔는데, 이는 배설물 속의 구아닌이 사용자들이 원하는 분명하고 "밝은" 피부톤을 만들어내기 때문이다. 구아닌 결정은 여러 개의 투명한 층으로 구성된 마름모 꼴의 작은 평면이지만, 층에서 층으로 빛을 부분적으로 반사하고 통과시키는 굴절률이 높기 때문에 진주같은 광택을 낸다. 구아닌은 스프레이, 페인팅 또는 담그기 등으로 적용할 수 있다. 구아닌은 눈을 자극할 수 있다. 구아닌의 대체물들은 운모, 모조 진주, 알루미늄 및 청동 입자들이다.
구아닌은 복잡성과 다목적성 모두에서 매우 다양한 생물학적 용도를 가지고 있다. 다양한 용도에는 위장, 표시, 시력 등이 포함된다.
거미, 전갈 및 일부 양서류들은 세포의 단백질 대사 산물인 암모니아를 구아닌으로 전환시키는데, 이는 수분 손실을 최소화하면서 노폐물을 배출할 수 있도록 한다.
구아닌은 또한 색소포(예: 철갑상어류)라고 불리는 어류의 특화된 피부 세포에서 발견될 뿐만 아니라 심해어의 눈의 반서 침전물 및 악어와 같은 일부 파충류에도 존재한다.
2011년 8월 8일, 지구에서 발견된 운석에 대한 NASA의 연구를 바탕으로 DNA와 RNA(아데닌, 구아닌 및 관련 유기 분자들)의 구성 물질이 외계의 우주 공간에서 형성되었을 수도 있다는 가능성을 시사한 보고서가 발표되었다.

## 같이 보기
- DNA
- RNA
- 핵염기
- 사이토신
- 구아닌 탈아미노효소